# Tobias Rosen
Tobias Rosen (Nuremberg, 28 de setembro de 1983) é um ator e produtor de cinema alemão. Foi indicado ao Oscar de melhor curta-metragem em live action na edição de 2018 pela realização da obra Watu Wote.